# Leonid Aleksandrovich Govorov
Leonid Aleksandrovich Govorov (tiếng Nga: Леонид Александрович Говоров) (22 tháng 2 năm 1897 – 19 tháng 3 năm 1955) là một chỉ huy cao cấp của Hồng quân Liên Xô trong Thế chiến thứ hai, Nguyên soái Liên Xô từ năm 1944. Ông là một trong những tướng pháo binh nổi tiếng trong Thế chiến thứ hai và được phong Anh hùng Liên bang Xô viết năm 1945.

## Tiểu sử
Leonid Govorov sinh năm 1897 tại làng Butyrki miền Trung Đế quốc Nga (nay thuộc tỉnh Kirov). Bố ông là một thủy thủ. Govorov học tại trường trung học kỹ thuật ở Yelabuga và sau đó là khoa chế tạo tàu của Viện kỹ thuật Petrograd (nay là Đại học Bách khoa Sankt-Peterburg). Tháng 12 năm 1916, ông chuyển sang Trường pháo binh Konstantinovskye và trở thành sĩ quan pháo binh năm 1917.

## Sự nghiệp

### 1917 - 1941
Khi Cách mạng tháng Mười nổ ra, quân đội Đế quốc Nga tan vỡ và Govorov giải ngũ, nhưng sau đó ông phải quay trở lại tham gia lực lượng Bạch vệ của tướng Aleksandr Kolchak. Govorov nhanh chóng đào ngũ và gia nhập Hồng quân, ông chiến đấu dưới sự chỉ huy của tướng Vasily Blyukher ở Krym chống lại quân Bạch vệ của Pyotr Vrangel.
Trong thập niên 1920 và 1930 Govorov giữ nhiều vị trí chỉ huy khác nhau trong lực lượng pháo binh Hồng quân, ông cũng hoàn thành khóa học tại Học viện Quân sự Frunze. Năm 1936 Govorov thành lập Học viện quân sự cho sĩ quan tham mưu Hồng quân và ông cũng là Tư lệnh pháo binh của Quân khu Kiev. Năm 1938 ông được bổ nhiệm làm giảng viên chiến thuật tại Học viên pháo binh Dzerzhinskiy. Đây cũng là giai đoạn của cuộc Đại thanh trừng, Govorov, một cựu sĩ quan của quân đội Bạch vệ và từng là cấp dưới của Blyukher, đã bị đem ra xét xử nhưng ông may mắn thoát khỏi án tử hình.
Năm 1939 Chiến tranh Liên Xô - Phần Lan nổ ra, Govorov được bổ nhiệm lại làm Tư lệnh pháo binh của Tập đoàn quân số 7. Trong vị trí này, ông đã tổ chức một trận công kích dữ dội bằng pháo giúp Hồng quân đột phá qua tuyến Mannerheim năm 1940. Nhờ thành tích trên, ông được tặng thưởng Huân chương Sao đỏ và phong cấp lên Chỉ huy sư đoàn rồi Phó tổng thanh tra của Pháo binh Hồng quân.

### 1941 - 1945
Sau khi quân đội Đức Quốc xã tấn công Liên Xô tháng 6 năm 1941, Govorov được cử làm Tư lệnh pháo binh của Phương diện quân Tây ở phía Đông Ba Lan và Belarus. Ông đã đóng vai trò quan trọng trong các trận phòng thủ ở ngoại vi Moskva tháng 12 năm 1941 và cuộc phản công của Hồng quân mùa Đông 1941-1942 dẫn tới thắng lợi của Liên Xô trong Trận Moskva, 1941. Riêng Govorov được thăng cấp lên hàm Trung tướng pháo binh.
Tháng 4 năm 1942 Govorov được cử làm Tư lệnh Hồng quân tại Leningrad khi thành phố này đang bị quân Đức và Phần Lan bao vây và vừa phải trải qua một mùa Đông và nạn đói khủng khiếp. Tại đây, những kinh nghiệm từ quá trình chỉ huy pháo binh đã giúp ích cho Govorov, ông đã tổ chức một cuộc phản công bằng pháo binh chống lại những cuộc oanh tạc liên miên của pháo binh Đức. Tháng 1 năm 1943 Govorov chỉ huy các lực lượng vũ trang Leningrad tiến hành Chiến dịch Tia Lửa dẫn tới việc tái chiếm pháo đài Schlisselburg và phá vỡ sự bao vây của Đức Quốc xã với thành phố. Tháng 6 năm 1944, trong khi đang chỉ huy việc giải phóng khu vực phía Bắc Leningrad ông được phong cấp Nguyên soái Liên bang Xô viết.
Khi lực lượng vũ trang Xô viết tiến về phía Tây và Nam của Leningrad năm 1944, Govorov chỉ huy pháo binh Hồng quân trong các chiến dịch giải phóng Novgorod, Estonia, Latvia và sau đó là tiến vào Ba Lan. Leonid Govorov được tặng danh hiệu Anh hùng Liên bang Xô viết ngày 27 tháng 1 năm 1945.

### Sau 1945
Sau chiến tranh, Govorov tiếp tục được cử làm Tư lệnh Quân khu Leningrad và sau đó là Tổng thanh tra lục quân. Năm 1948 ông chuyển sang làm Tư lệnh lực lượng phòng không Xô viết và 1952 là Thứ trưởng Bộ Quốc phòng. Trong những vị trí này ông đã chứng kiến quá trình hiện đại hóa nhanh chóng lực lượng phòng không Liên Xô với sự ra đời của máy bay phản lực và vũ khí nguyên tử. Nhưng do tiền sử bệnh tim, Leonid Govorov đã mất ngày 19 tháng 3 năm 1955 tại Moskva, thọ 58 tuổi.

## Lược sử quân hàm
- Chuẩn úy (прапорщик) — 1917
- Thiếu úy (подпоручик) — 1919
- Lữ đoàn trưởng (комбриг) — 1936
- Sư đoàn trưởng (комдив) —  1940
- Thiếu tướng pháo binh (генерал-майор артиллерии) — 1940
- Trung tướng pháo binh (генерал-лейтенант артиллерии) — 1941
- Thượng tướng (генерал-полковник) — 1943
- Đại tướng (генерал армии) — 1943
- Nguyên soái Liên Xô (Маршал Советского Союза) — 1944